# Nola conspicillaris
Nola conspicillaris är en fjärilsart som beskrevs av Fletcher 1962. Nola conspicillaris ingår i släktet Nola och familjen trågspinnare. Inga underarter finns listade i Catalogue of Life.